# Štitasti zelenčić
Štitasti zelenčić (štitasta kruščica, lat. Chimaphila umbellata), malena cvjetna biljka iz porodice Ericaceae koja je među Šumskim Cree Indijancima imala reputaciju litontriptika i uživala veliki ugled. Opisivali su je riječju pipisisikweu, u značenju it reduces it to very fine particles (misli se na kamen u mjehuru), po čemu je i danas poznata u engleskom jeziku kao pipsissewa.
Prvi je spominje B. S. Barton u  Collections for An Essay Towards a Materia Medica.... 
Postoji pet podvrsta: 
- Chimaphila umbellata subsp. acuta (Rydb.) Hultén
- Chimaphila umbellata subsp. cisatlantica (Blake) Hultén
- Chimaphila umbellata subsp. domingensis (S.F.Blake) Dorr
- Chimaphila umbellata subsp. mexicana (DC.) Hultén
- Chimaphila umbellata subsp. occidentalis (Rydb.) Hultén